# دورسلي ماكليندين
دورسلي جيمس ماك ليندن (29 مايو 1965 - 7 أغسطس 1995) ممثل بريطاني تركزت مهنته في الغالب على مسرح لندن في المسرحيات الموسيقية مثل The Phantom of the Opera.
استمر ماكليندين في العمل حتى بضعة أسابيع قبل وفاته في سن الثلاثين. ونسبت وفاته لمرض الإيدز.

## الظهور التلفزيوني
- مستر بين بدور بائع أحذية في مستر بين يذهب إلى المدينة 1991
- فقط اسأل عن دايموند 1988
- الأخوة دايموند
- دكتور هو - ذكرى دلكس 1988 الحلقات 1-4 بدور الرقيب. مايك سميث

## روابط خارجية
- دورسلي ماكليندين على موقع IMDb (الإنجليزية)
- دورسلي ماكليندين على موقع أول موفي (الإنجليزية)
- دورسلي ماكليندين على موقع قاعدة بيانات الفيلم (الإنجليزية)
- دورسلي ماكليندين على موقع كينوبويسك (الروسية)
- دورسلي ماكليندين في قاعدة بيانات الأفلام على الإنترنت